# Christian Scaroni
Christian Scaroni (ur. 16 października 1997 w Brescii) – włoski kolarz szosowy.

## Osiągnięcia
Opracowano na podstawie:

2015
- 1. miejsce w mistrzostwach Włoch juniorów (start wspólny)

2018
- 2. miejsce w Giro del Belvedere
- 3. miejsce w Toscana Terra di Ciclismo Eroica
- 3. miejsce w Gran Premio Industrie del Marmo

2019
- 1. miejsce w klasyfikacji górskiej Tour de Normandie
- 2. miejsce w Tour du Jura
  - 1. miejsce w klasyfikacji młodzieżowej

2021
- 1. miejsce w klasyfikacji górskiej Giro di Sicilia

2022
- 1. miejsce w klasyfikacji punktowej Adriatica Ionica Race
  - 1. miejsce na 1. i 5. etapie

## Rankingi
| Rok             | 2018 | 2019  | 2020 | 2021 | 2022 | 2023 | 2024 |
| --------------- | ---- | ----- | ---- | ---- | ---- | ---- | ---- |
| World Ranking   | 629. | 1480. | -    | 719. | 436. | 210. | 196. |
| UCI Europe Tour | 380. | 993.  | -    | 564. | 348. | -    | -    |
|                 |      |       |      |      |      |      |      |
| Źródło: UCI     |      |       |      |      |      |      |      |